# Tíha lásky
Tíha lásky (v anglickém originále I Want You (She's So Heavy)) je 16. díl 30. řady (celkem 655.) amerického animovaného seriálu Simpsonovi. Scénář napsal Jeff Westbrook a díl režíroval Steven Dean Moore. V USA měl premiéru dne 10. března 2019 na stanici Fox Broadcasting Company a v Česku byl poprvé vysílán 20. května 2019 na stanici Prima Cool.

## Děj
Homer s Marge chtějí vyrazit na seminář o alkoholu a drogách a zajistí dětem hlídání Shauny Chalmersové. Ze semináře odejdou na výstavu svatebních potřeb. Na výstavě si vezmou cedulky Dr. Heffernana a paní Heffernanové. Homerovi a Marge se výstava líbí. Mezitím si Shauna s přítelem udělají u Simpsonových mejdan a děti jdou za Nedem Flandersem. Homer se dozvídá, že za dvě minuty má referát (pod falešnou identitou Dr. Heffernana). Po romantickém večeru se Homer pokusí vynést Marge do schodů, ale ze schodů oba spadnou. Doktor Dlaha Marge s Homerem (který dostal kýlu) ošetří a doporučí jim, aby naslouchali svým tělům. Homer dostane léky, které mají vedlejší účinky (halucinace, podrážděnost a neschopnost se soustředit). Homer dostane halucinaci, která se tváří jako jeho kýla a sdělí mu, aby na rehabilitace s Marge nechodil a šetřil se. Na rehabilitaci Marge doporučí, aby zkusila kitesurfing, a Marge nabídku přijme. Marge kitesurfuje, zatímco Homer se doma kvůli své halucinaci přejídá. Marge se Homera snaží přesvědčit, aby šel kitesurfovat také, ale poslechne halucinaci, která mu řekne, ať nechodí. Líza zajde za Shaunou a jejím přítelem, aby jí poradili, jak utužit Margin a Homerův vztah. Poradí ji, aby si našli společné zájmy. Líza fikaně Homera přesvědčí, aby ji odvezl na pláž za Marge, protože potřebuje napsat úkol o želvách. Homer vidí Marge, jak kitesufuje, a chce to taky vyzkoušet. I přes snažení halucinace se Homer vydá na moře a zkusí kitesurfovat.

## Přijetí
Dennis Perkins z The A.V. Clubu udělil dílu známku D a prohlásil: „Tato epizoda je o ničem. Sotva existuje. Je to nesouvislá hromada skořápek starších zápletek a nápadů a úderů postav bez jediné originální myšlenky nebo gagu, který by ji oživil.“.
Tíha lásky dosáhla ratingu 0,8 s podílem 4 a sledovalo ji 2,21 milionu lidí, čímž se Simpsonovi stali druhým nejsledovanějším pořadem večera stanice Fox, hned po Griffinových.